# Ousmane Dembélé
Masour Ousmane Dembélé (* 15. Mai 1997 in Vernon) ist ein französischer Fußballspieler. Der Offensivspieler spielt seit August 2023 bei Paris Saint-Germain, zuvor war er bei Stade Rennes, Borussia Dortmund und FC Barcelona aktiv. 2018 wurde er mit der französischen Nationalmannschaft Weltmeister, 2025 gewann er mit PSG die Champions League.

## Persönliches
Dembélés Mutter hat senegalesische und mauretanische Wurzeln. Sein Vater kommt aus Mali. Er ist das älteste von vier Kindern seiner Eltern, Ousmane Snr und Fatimata Dembélé. Die Familie zog nach Frankreich, um bessere Lebensbedingungen zu finden. Nach der Trennung der Eltern zog Fatimata die Kinder allein groß und arbeitete in verschiedenen Jobs, um die Familie zu unterstützen. Dembélé wuchs in Les Andelys auf und begann im Alter von sechs Jahren mit dem Fußballspielen beim lokalen Verein ALM Évreux.
Im Juli 2021 war Dembélé gemeinsam mit Antoine Griezmann aufgrund von rassistischem Verhalten gegenüber Hotelangestellten in Japan negativ aufgefallen.

## Karriere

### Vereine

#### Anfänge in Frankreich

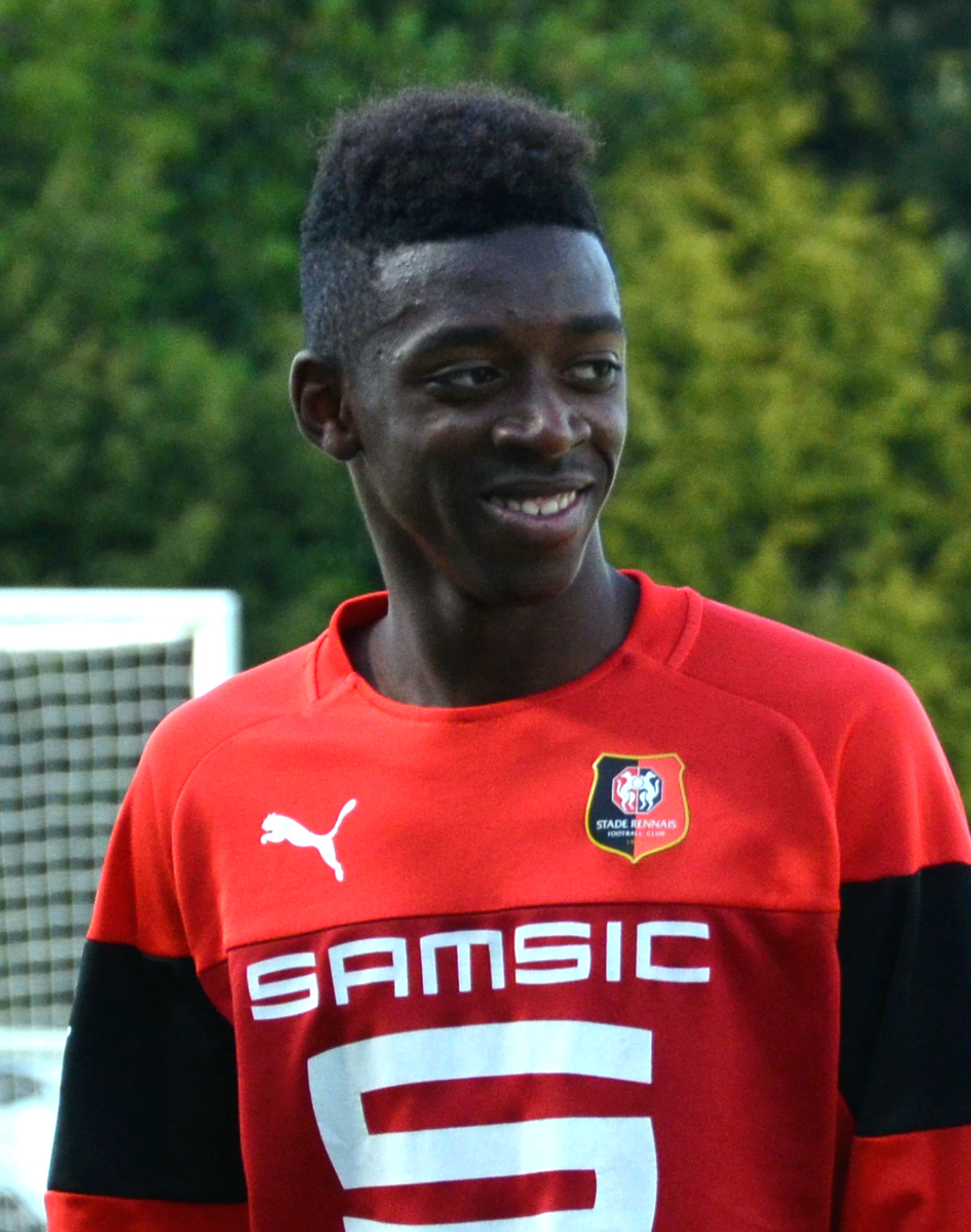
Dembélé bei Stade Rennes (2015)

Dembélé begann das Fußballspielen im Jahr 2004 in Évreux beim AM Madeleine. Ab Juli 2009 war er rund 15 Monate beim Évreux FC aktiv, bei dem er auch Futsal spielte. Anschließend wechselte er in die Jugendabteilung des bretonischen Clubs Stade Rennes. Dort kam er ab der Saison 2014/15 für dessen zweite Mannschaft in der fünftklassigen Championnat de France Amateur 2 zum Einsatz. In seiner ersten Spielzeit erzielte Dembélé 13 Tore bei 18 Einsätzen.
Nach vier Spielen in der Saison 2015/16 wurde Dembélé zur ersten Mannschaft hochgezogen. Am 6. November 2015 debütierte er beim 2:0-Sieg gegen den SCO Angers in der Ligue 1, nachdem er in der 86. Minute für Kamil Grosicki eingewechselt worden war. Zwei Wochen später gab Dembélé beim 2:2 im Heimspiel gegen Girondins Bordeaux sein Startelfdebüt und erzielte das Tor zur 1:0-Führung. Am 6. März 2016 traf er beim 4:1-Heimsieg gegen den FC Nantes dreimal. Nachdem er in seiner ersten Profisaison 12 Tore in 26 Erstligaspielen erzielt hatte, wurde Dembélé im Mai 2016 von den Spielern der Ligue 1 zum besten Nachwuchsspieler der Spielzeit 2015/16 gewählt.

#### Durchbruch bei Borussia Dortmund

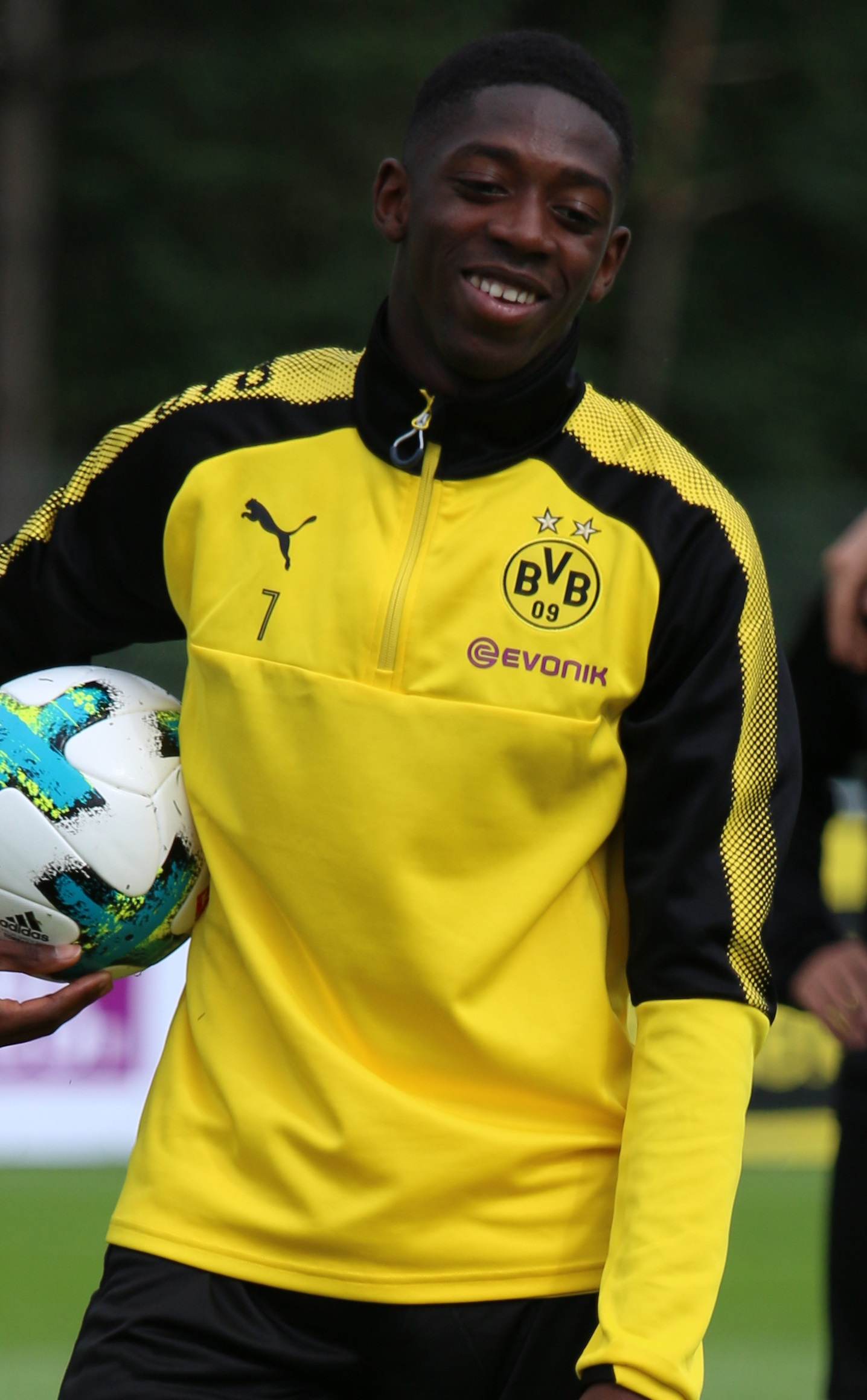
Dembélé bei Borussia Dortmund (2017)

Zur Saison 2016/17 wurde Dembélé mit einer Vertragslaufzeit bis 30. Juni 2021 von Borussia Dortmund verpflichtet. Am 27. August 2016 debütierte er beim 2:1-Heimsieg gegen den 1. FSV Mainz 05 in der Bundesliga. Sein erstes Tor erzielte Dembélé am 20. September 2016 beim 5:1-Auswärtssieg gegen den VfL Wolfsburg. Im DFB-Pokal-Halbfinalspiel gegen den FC Bayern München am 26. April 2017 erzielte er den Siegtreffer zum 3:2 für den BVB, der zum Tor des Monats April gewählt wurde. Auch beim 2:1-Sieg im Finale gegen Eintracht Frankfurt am 27. Mai 2017 traf Dembélé einmal und gewann mit seiner Mannschaft den Pokal. In seiner ersten Bundesligasaison erzielte er in 32 Spielen 6 Tore und gab 12 Torvorlagen. Daher wurde er von der Vereinigung der Vertragsfußballspieler als Newcomer der Saison geehrt und in die VDV 11 berufen.

#### Wechsel zum FC Barcelona

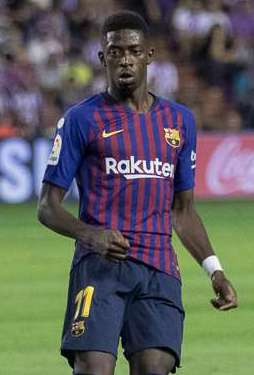
Dembélé beim FC Barcelona (2018)

Nachdem er vom FC Barcelona als Ersatz des für die Rekordablösesumme in Höhe von 222 Mio. Euro zu Paris Saint-Germain abgewanderten Neymar umworben worden war, fehlte Dembélé am 10. August 2017 unentschuldigt beim Dortmunder Mannschaftstraining. Daraufhin wurde er vom Trainings- und Spielbetrieb suspendiert. Am 25. August einigte sich der FC Barcelona mit Borussia Dortmund auf einen Transfer Dembélés für eine Ablösesumme in Höhe von 105 Mio. Euro, die ihn gemeinsam mit Paul Pogba hinter Neymar zum bis dahin zweitteuersten Transfer der Fußballgeschichte machte und sich durch Bonuszahlungen um rund 40 Prozent, also 42 Mio. Euro, auf insgesamt 147 Mio. Euro erhöhen kann. Beim FC Barcelona erhielt Dembélé einen Fünfjahresvertrag. Die festgelegte Ablösesumme bei vorzeitigem Ausstieg betrug 400 Mio. Euro. Am 28. August wurde er im Camp Nou, der Heimspielstätte des FC Barcelona, vorgestellt.
Sein Debüt in der Primera División gab er am 9. September 2017, dem dritten Spieltag der Saison 2017/18, beim 5:0-Sieg des FC Barcelona im Stadtderby gegen Espanyol Barcelona. Beim Stand von 3:0 wurde er in der 68. Minute für Gerard Deulofeu eingewechselt und bereitete den Schlusstreffer von Luis Suárez vor. Am 16. September 2017 zog sich Dembélé in seinem zweiten Ligaspiel, dem 2:1-Sieg gegen den FC Getafe, einen Riss des Musculus biceps femoris zu und fiel für dreieinhalb Monate aus. Sein Comeback gab er mit seiner Einwechslung in die Achtelfinal-Partie der Copa del Rey am 4. Januar 2018 gegen Celta Vigo. Am Saisonende gewann Dembélé mit Barcelona den nationalen Pokal sowie die Meisterschaft. Auch in der Spielzeit 2018/19 wurde er mit den Katalanen spanischer Meister.
Nach der Saison 2021/22 lief sein Vertrag zunächst aus und Dembélé war einige Tage vereinslos. Mitte Juli 2022 einigte er sich mit dem FC Barcelona noch während der Vorbereitung auf die Saison 2022/23 auf einen neuen Vertrag bis zum 30. Juni 2024.

#### Paris Saint-Germain
Kurz vor dem Beginn der Saison 2023/24 kehrte Dembélé nach sieben Jahren nach Frankreich zurück und wechselte für 50,4 Millionen Euro zu Paris Saint-Germain. Er unterschrieb einen Vertrag bis zum 30. Juni 2028.
2025 gewann er mit PSG die Champions League und steuerte zwei Torvorlagen im Finale bei. Er wurde außerdem zum Ligue 1 und Champions League Spieler der Saison gewählt. Mit wettbewerbsübergreifend insgesamt 48 Torbeteiligungen (33 Tore, 15 Vorlagen) gilt er als einer der Favoriten für den Ballon d’Or.

### Nationalmannschaft
Dembélé spielte achtmal für die französische U17-Nationalmannschaft und erzielte dabei vier Tore. Im Oktober 2014 kam er auf drei Einsätze für die U18-Auswahl, Ende März 2015 absolvierte er zwei weitere Länderspiele. Im November 2015 kam Dembélé dreimal für die U19-Nationalmannschaft zum Einsatz. Am 24. März 2016 debütierte er beim 2:0-Sieg gegen Schottland in der U21-Nationalmannschaft, für die er insgesamt viermal auflief.
Am 1. September 2016 gab Dembélé beim 3:1-Sieg im Freundschaftsspiel gegen Italien sein Debüt für die französische A-Nationalmannschaft, nachdem er in der 63. Minute für Antoine Griezmann eingewechselt worden war. Sein erstes Tor erzielte Dembélé am 13. Juni 2017 beim 3:2-Sieg im Testspiel gegen England. Im Mai 2018 wurde Dembélé in den französischen Kader für die Weltmeisterschaft 2018 in Russland berufen. Im Turnier kam er viermal zum Einsatz und wurde mit seiner Mannschaft nach einem 4:2-Finalsieg über Kroatien Weltmeister.
Bei der Europameisterschaft 2021 gelangte er mit der französischen Auswahl bis ins Achtelfinale, ehe Frankreich dort gegen die Schweiz im Elfmeterschießen ausschied. Bei der Fußball-Weltmeisterschaft 2022 erreichte er mit dem Team erneut das Finale, das gegen Argentinien im Elfmeterschießen verloren ging. Dembélé wurde auch im Endspiel eingesetzt. Eineinhalb Jahre später schied er mit Frankreich im Halbfinale der Fußball-Europameisterschaft 2024 in Deutschland gegen Spanien aus.

## Titel und Auszeichnungen

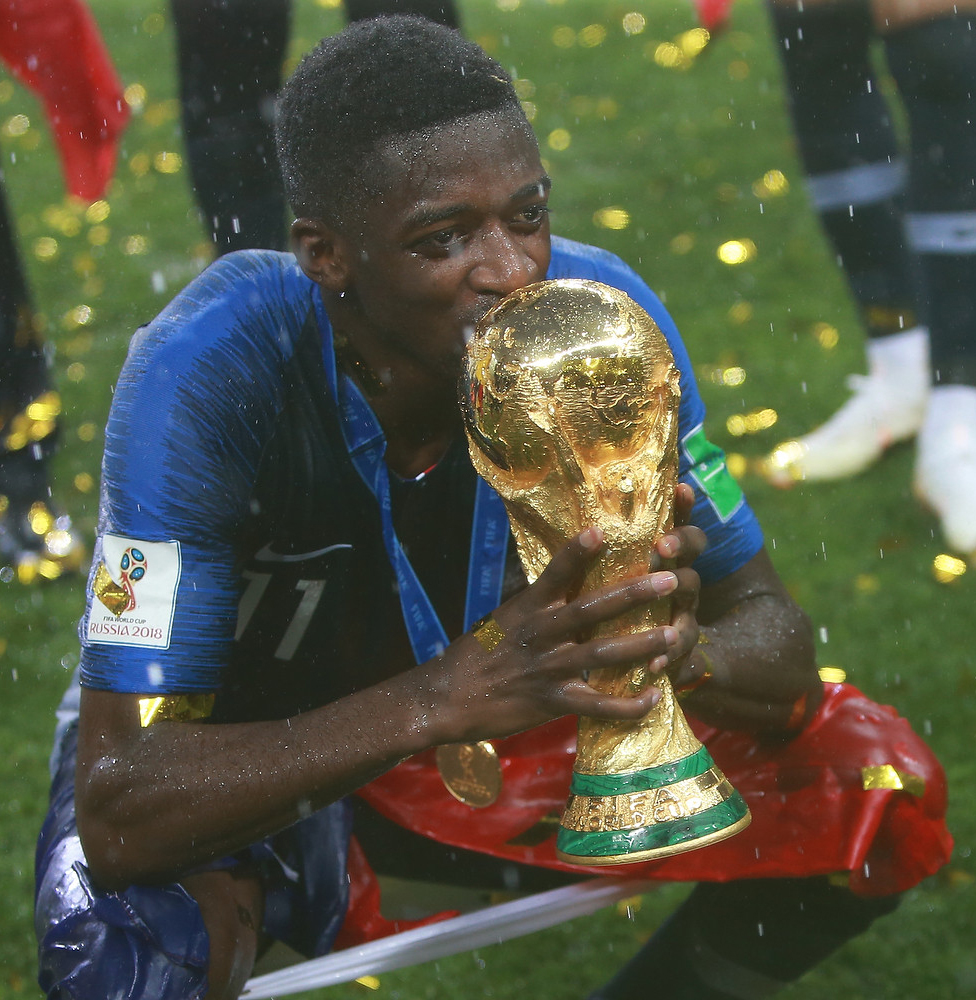
Dembélé mit dem WM-Pokal (2018)

### Nationalmannschaft
- Weltmeister: 2018

### Vereine
International
- Champions-League-Sieger: 2025 (Paris Saint-Germain)
- UEFA-Super-Cup-Sieger: 2025 (Paris Saint-Germain)

Deutschland
- Pokalsieger: 2017 (Borussia Dortmund)

Spanien
- Meister (3): 2018, 2019, 2023 (alle FC Barcelona)
- Pokalsieger (2): 2018, 2021 (beide FC Barcelona)
- Supercupsieger (2): 2018, 2023 (beide FC Barcelona)

Frankreich
- Meister (2): 2024, 2025 (beide Paris Saint-Germain)
- Pokalsieger (2): 2024, 2025 (beide Paris Saint-Germain)
- Supercupsieger (2): 2023, 2024 (beide Paris Saint-Germain)

### Auszeichnungen
- Spieler des Jahres der Ligue 1: 2024/25
- Nachwuchsspieler des Jahres der Ligue 1: 2015/16
- Spieler des Monats der Ligue 1  (2): März 2016, Januar 2025
- UEFA Champions League Breakthrough XI: 2016
- Torschütze des Monats im April 2017[12]
- VDV-Newcomer der Saison: 2016/17
- Mitglied der VDV 11: 2016/17
- Kicker-Mittelfeldspieler des Jahres: 2017
- Kicker-Newcomer des Jahres: 2017
- Bundesliga Rookie Award: 2016/17